# 終わり
| ウィキペディアには「終わり」という見出しの百科事典記事はありません（タイトルに「終わり」を含むページの一覧/「終わり」で始まるページの一覧）。 代わりにウィクショナリーのページ「終わり」が役に立つかもしれません。 |